# Ultramylonit

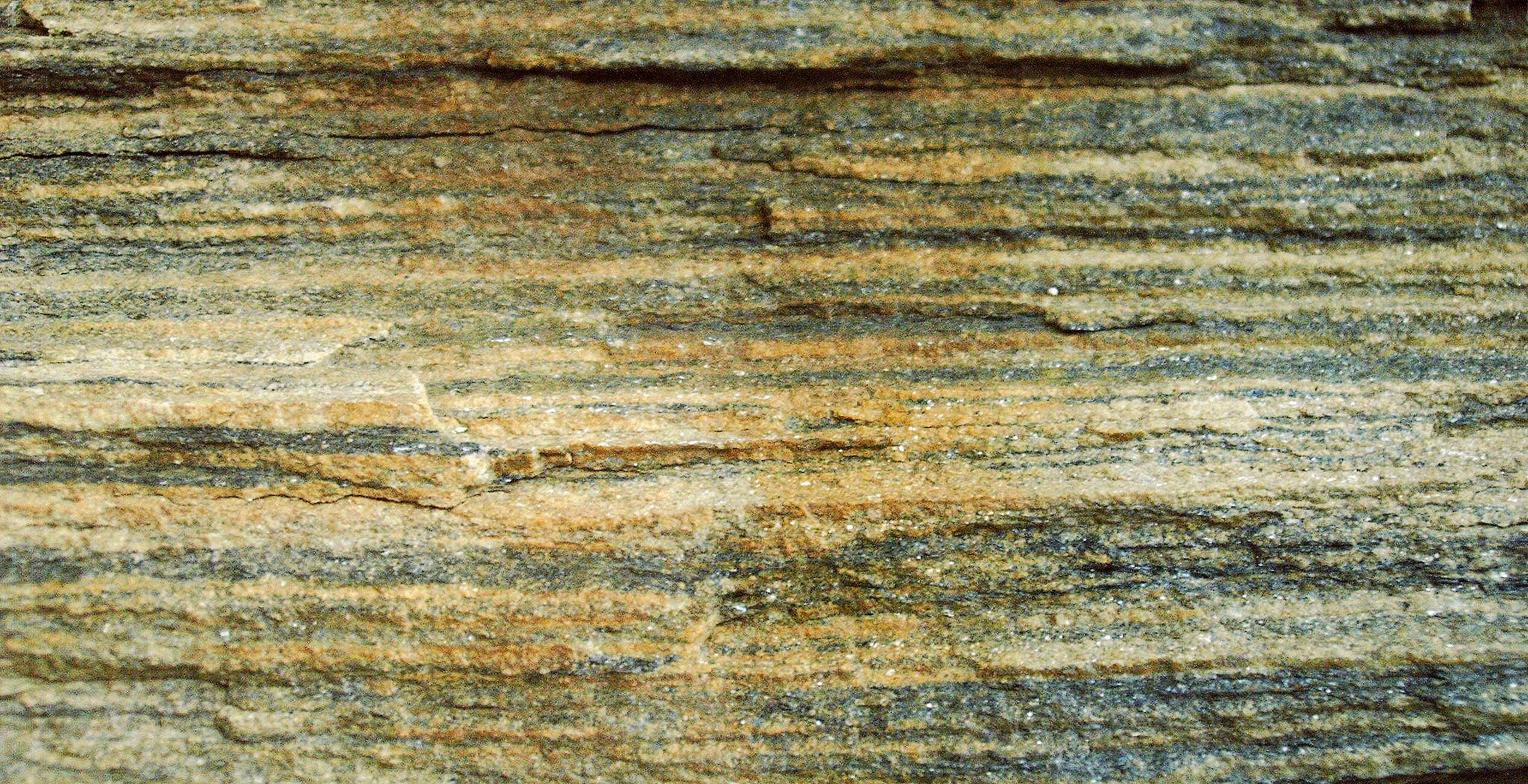
Rula tvořená formou ultramylonitu, Doubravčany, nedaleko Kutné Hory, Česko

Ultramylonit je metamorfní, kataklastická hornina vytvořená za velmi silného dislokačního metamorfismu procesem mylonitizace. Byl vytvořen v důsledku téměř úplného rozdrcení minerálních zrn původní skály. Obvykle je šedý, světle šedý, nažloutlý, hnědavý a červenohnědý. Má mimořádnou směrovou a afanitovou strukturu. Často se vyskytuje uvnitř fylonitů a pseudotachilitů. Patří k vzácným skalám, které se někdy nacházejí na bázi pláště v Alpách. V České republice se nachází v Doubravčanech, nedaleko Kutné Hory.